# 有延悟
有延 悟（ありのべ ひろし、1927年2月21日 - 2015年12月27日）は、日本の経営者。大和紡績社長、会長を務めた。

## 来歴・人物
広島県出身。1950年に慶應義塾大学経済学部を卒業し、同年に大和紡績に入社した。1975年に取締役に就任し、1978年12月に常務、1980年7月に専務を経て、1984年7月に社長に就任し、1992年6月には会長に就任した。1995年6月に相談役に就任。
1990年4月に藍綬褒章を受章。
2015年12月27日、肺不全のために死去。88歳没。